# Коростенко-Вижнє
Коростенко-Вижнє, іноді Коростенко Вижнє (пол. Krościenko Wyżne) — село в Польщі, у гміні Коростенко-Вижнє Коросненського повіту Підкарпатського воєводства. Центр гміни. Населення — 5426 осіб (2011).

## Розташування
Село розмістилося на південно-східній окраїні головного повітового міста — Коросна. З ним Коростенко-Вижнє пов'язане двома дорогами. Ще один автомобільний шлях із села веде до сусіднього центру гміни — села Корчина.
Головними вулицями села є Північна і Південна. Вони зв'язують Коростенко Вижнє з великою трасою Е371 й іншим селом гміни — Пустинами. Посередині села, між головними вулицями, тече річка Віслок, яка ділить населений пункт навпіл.
На півдні Коростенка Вижного є дві зелені зони — парк Лісна Дубина і Мала Дубина.

## Історія
Приблизно 1350 року населений пункт на цьому місці вже існував, а тоді якраз одержав магдебурзьке право. Його надав польський король Казимир III. У селі тоді мешкали переселенці-саксонці глухонімці. Вони заснували тут католицьку парафію святого Мартина і вже 1371 року вона мала власний дерев'яний костел (письмова згадка про нього датована 1383 роком). Проіснував він до XVII століття.
Населений пункт у ті часи називався Кроскен (лат. Crosken) та входив до королівщини.
У червні 1624 року село було спалене татарами. Серед іншого згоріли й документи.
З-поміж власників Кросьценка Вижнього були відомі польські династії Боболів (Ян Бобол, Якуб Бобол), Мнішків, а з 1765-го — Яблоновських[кого?]. Після першого поділу Польщі село відійшло до Австрійської імперії.
1 травня 1789 року Кросьценко Вижне було продане княжній Катерині Оссолінській та її чоловікові Міхалу Яблоновському. Після них село успадкував син Юзеф Яблоновський.
У маєтку Яблоновських в Коростенку Вижньому відбулося святкування весілля Александера Фредро зі Зофією зі Скарбеків. Ініціатором гулянки у цьому місці виступила Цецилія Яблоновська, сестра нареченого.
Згодом у тому ж маєтку, який вже належав Леонові Яблоновському, бували такі видатні особистості Польщі як Вінсент Поль, Северин Гощинський, Людвік Яблоновський, а також згадана Сесилія Яблоновська, яка була улюбленицею тутешніх селян і хоч померла у Львові, була похована в селі у крипті біля старого костелу.
Тітка Леона Яблоновського Емілія, яка успадкувала маєток, вийшла заміж за Францішка Ксаверія Скшинського. Відтоді Коростенко Вижнє стало належати новій династії. Останніми власниками маєтку в селі були Орпішевські.
Під час Галицького повстання 1846 року селяни знищили маєток у Кросьценку Вижньому польського повстанця Миколая Новосельського, де тоді проживав з родиною відомий художник Мацей Стенчинський.
До 1911 року над берегом Віслока у селі стояв давній дерев'яний костел. Проте його розібрали заради будівництва нового неоготичного, вже мурованого храму. Його освятив 1912 року перемишльський єпископ Йосиф Себастьян Пельчар. Розпис костелу проектував і виконував Ян Генрик Розен 1936 року, а вітражі проектував Стефан Матейко.
Після проголошення незалежності Польщі село увійшло до Львівського воєводства у кросненський повіт.
У часи Другої світової війни в селі був інспекторат Армії Крайової. Наприкінці війни у селі відбулися бої, де полягли повстанці. Керівників відділів АК було поховано на цвинтарі у Кросно.
Після війни село входило до гміни Корчина, але з 1994-го стало центром окремої гміни.
Також 1985 року з парафії Коростенка Вижнього виділилась окрема парафія в Іскрині, а з 1998-го — і в Пустинах.

## Демографія
Демографічна структура станом на 31 березня 2011 року:
|          | Загалом | Допрацездатний вік | Працездатний вік | Постпрацездатний вік |
| -------- | ------- | ------------------ | ---------------- | -------------------- |
| Чоловіки | 2669    | 650                | 1778             | 241                  |
| Жінки    | 2757    | 612                | 1600             | 545                  |
| Разом    | 5426    | 1262               | 3378             | 786                  |